# Gabriel Luther

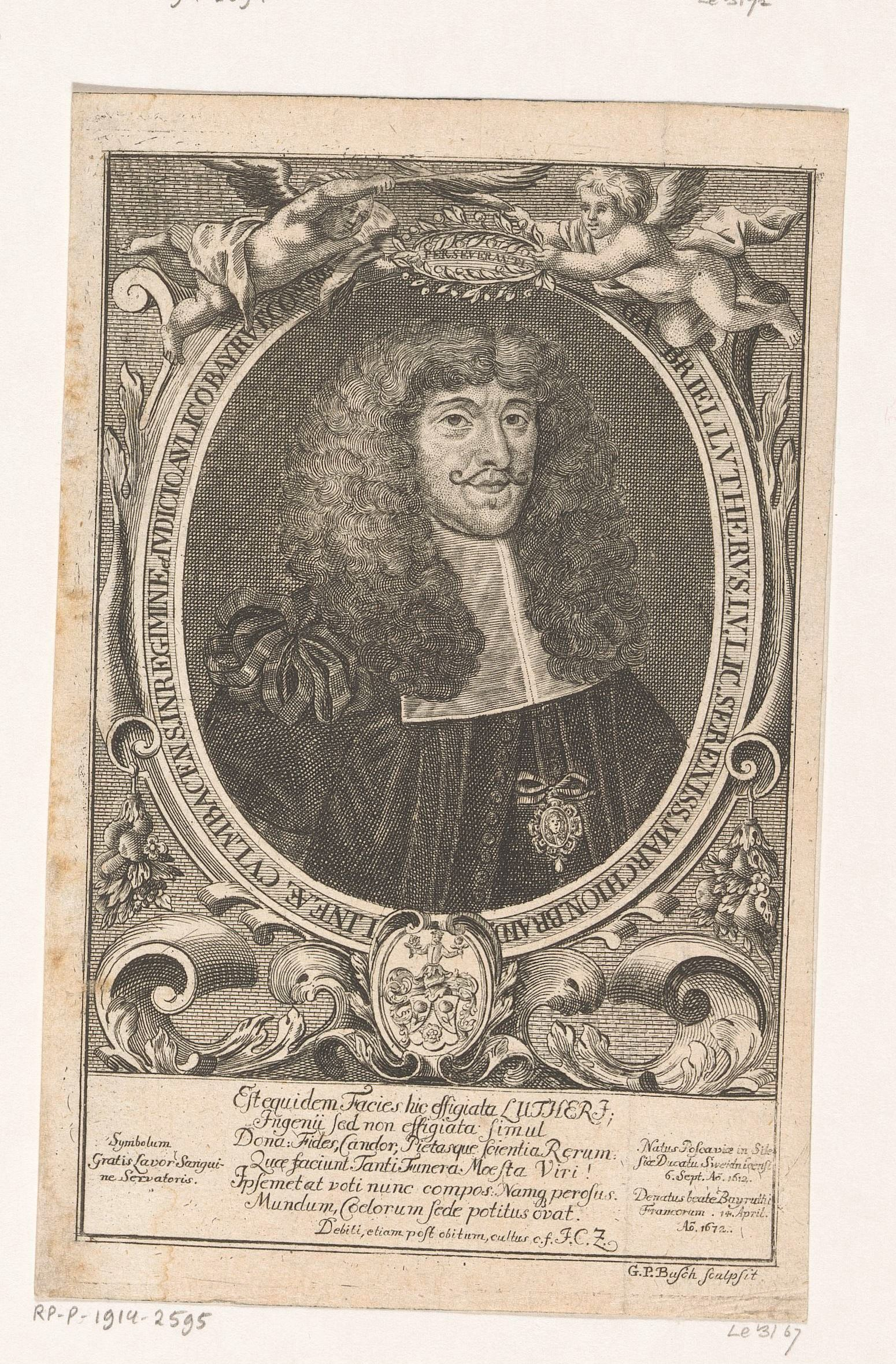
Gabriel Luther

Gabriel Luther (* 7. September 1612 in Puschkau, Fürstentum Schweidnitz-Jauer; † 14. April 1672 in Bayreuth) war ein deutscher Jurist und Staatsmann. Er war kurbrandenburgischer Hof- und Kammergerichtsrat sowie Justiz- und Regierungsrat.

## Leben
Gabriel Luther war der Sohn des Pfarrers von Puschkau Heinrich Luther und dessen Ehefrau Hedwig geb. Hübner, der Tochter des Pfarrers von Ingramsdorf Severin Hübner. Sein Urgroßvater war der Cousin des Reformators Martin Luther. Gabriel Luther war Schüler am Gymnasium von Schweidnitz und Breslau. 1633 begann er ein Jurastudium an der Universität Frankfurt a. d. Oder, das er 1636 abschloss. 1638 war er Hauslehrer in Küstrin und Thorn. 1647 lehrte er als Iuris Utriusque Licentiatus an der Universität Bourges. Darauf nahm er eine Stelle als Rat beim Appellationsgericht in Berlin an. 1650 wurde er Sekretär beim General-Kriegskommissariat und 1655 Rat des Appellationsgerichtes in Ravensberg. 1653 wechselte er als Hof- und Kammergerichtsrat nach Bayreuth. 1668 erhielt er das Amt des Hof- und Regierungsrates, das er bis zu seinem Tode innehatte. Er starb am 14. April 1672 in Bayreuth und wurde auf dem Gottesacker in der sogenannten Modrach´schen Gruft beigesetzt. Seine Leichenpredigt wurde 1672 zum Druck gegeben.

## Familie
Gabriel Luther vermählte sich mit Anna Rosine Weiß (1639–1724). Aus der Ehe gingen folgende Kinder hervor:
- Katharine Rosine Luther; 1.⚭ Johann Christian Gehring, Leibarzt in Bayreuth; 2.⚭ Johann Pancovius, preußischer Hofarzt
- Anna Hedwig Luther; ⚭ Johann Andreas Danz, Professor in Jena
- Marie Elisabeth Luther († 21. April 1673)
- Dorothea Sophie Luther (* 1672); ⚭ Michael Ludolph, preußischer Lehnssekretär († 1713)
- Martin Heinrich Luther († 1699 in Paris), polnischer Legationssekretär
- Gabriel Gottfried Luther, starb im Alter von 28 Jahren